# سوزانا رايت
سوزانا رايت (بالإنجليزية: Susanna Wright)‏ هي كاتِبة وشاعرة أمريكية، ولدت في 1697، وتوفيت في 1784.